# Боляев, Иван Павлович
Иван Павлович Боляев (1907—1975) — советский учёный, доктор технических наук, профессор.
Автор более 40 научных работ.

## Биография
Родился 30 августа 1907 года в Николаевске-на-Амуре в крестьянской семье.
После начальной школы учился и работал в детской школе-коммуне в селе Троицком Сызранского уезда Самарской губернии до 1923 года. Затем учился в Ульяновской губернской совпартшколе II ступени. В 1930 году поступил в Московский энергетический институт, по окончании которого продолжил своё образование, работая аспирантом в Новочеркасском индустриальном институте. Здесь в 1941 защитил кандидатскую диссертацию на тему «Экспериментальное исследование вращающего момента асинхронного двигателя».
Участник Великой Отечественной войны. С июня 1941 по март 1942 года был комиссаром 51-го истребительного отряда Горотдела НКВД города Новочеркасска. В марте 1942 года добровольно ушёл в Красную Армию. Был комиссаром артдивизиона 4-й отдельной бригады 18-й армии, заместителем командира 235-го миномётного полка, заместителем командира 227-го миномётного полка, заместителем командира 596-го и 640-го миномётных полков. Майор. Участвовал в боях на Западном, Северо-Западном, Брянском, 1-м и 2-м Прибалтийских фронтах.
В Новочеркасский индустриальный институт вернулся после демобилизации в августе 1946. Работал ассистентом кафедры общей и теоретической электротехники, доцентом. В 1967 защитил докторскую диссертацию на тему «Исследование и расчет тепловых процессов в электрических машинах с применением электронных вычислительных машин» и утвержден в ученом звании профессора. С 1969 года — заведующий кафедрой «Электрические машины и аппараты» электромеханического факультета Новочеркасского политехнического института.
Умер 5 июля 1975 года в Новочеркасске, где и был похоронен.
Был награждён орденами Красной Звезды и Отечественной войны I и II степеней, а также медалями.